# Claudio Celso
Claudio Pieroni Marcondes de Oliveira Celso (São Paulo, 4 de agosto de 1955) é um guitarrista, violonista, compositor e arranjador brasileiro.
Reverenciado pela crítica especializada do Brasil e dos Estados Unidos, foi citado pelo jornal norte-americano "New Times" no ano 2000 como um dos melhores músicos contemporâneos de jazz, e, em 2006, foi incluído na relação dos 100 melhores guitarristas do mundo pela Revista Guitar Player do Brasil.

## Músicos com quem trabalhou
Ao longo de sua carreira, apresentou-se em vários festivais de jazz pelo Brasil e Estados Unidos, e atuou com os músicos de renome da cena nacional e internacional Jaco Pastorius, Eddie Gomez, Randy Brecker, Chet Baker, Roberta Flack, Dexter Gordon, Kenny Kirkland, Marisa Monte, Arto Lindsay, Claudio Roditi, Cecil McBee, Frank Colon, Naná Vasconcellos, Bebel Gilberto, Edison Machado, Alceu Valença, Sandra de Sá, Elza Soares, Dennis Irwin, Zimbo Trio, Nelson Ayres, Roberto Sion, Shunzo Ono, Terumasa Hino, Lester Chambers, Calvin Hill, Buddy Williams, Paquito d’Rivera, Clifford Adams, Dom Um Romão, Gerry Brown, entre outros.

## Infância e formação musical
Claudio Celso é filho de um dos pioneiros da guitarra elétrica no Brasil na década de 1940, Dr.Nilson Marcondes de Oliveira Celso. Por isso, respirava-se música em sua casa, onde frequentavam Dick Farney, Paulinho Nogueira, o maestro Breno Rossi, Alfredo Scupinari e Francisco Del Vecchio, proprietário da fábrica de violões Del Vecchio.
A primeira escola de música que frequentou foi “Iniciação Musical Anita Guarnieri”, aprendendo a origem da escrita musical, teoria básica e entrando em contato com todos os instrumentos de uma orquestra sinfônica. Chegou a tocar flauta doce, triângulo e reco-reco na orquestra da escola.
Aos seis anos, iniciou estudos de violão clássico com Alfredo Scupinari, com muitos exercícios e peças clássicas famosas, especialmente de Heitor Villa-Lobos e Johann Sebastian Bach. Mais tarde, ao aperfeiçoar seus estudos de jazz com Paulinho Nogueira, recorreu a métodos alternativos de bossa nova. Ao mesmo tempo, seu pai o incentivava a tirar solos dos jazzistas mais famosos, como Miles Davis, Wes Montgomery e Oscar Peterson”.
Vários foram os músicos que moldaram o que é hoje o músico Claudio Celso. Alfredo Scupinari lhe deu técnica e conhecimento de seu instrumento; Amilton Godoy lhe deu vocabulário; Rubinho Barsotti lhe mostrou qual a conduta correta do músico, e os músicos famosos do jazz com quem tocou, lhe mostraram que o universo musical é infinito.

## Carreira musical
Iniciou sua carreira profissional em 1974, tocando com o Zimbo Trio por todo Brasil e substituindo Heraldo do Monte na Orquestra da Televisão Tupi, acompanhando vários artistas que por ali passaram.
Foi mestre dos conhecidos guitarristas brasileiros Victor Biglione, André Cristovan, Mário Manga, Paulo Freire.
Em 1978, mudou-se para Nova York, onde atuou com grandes ícones do jazz e gravando com os renomados produtores Creed Taylor, Teo Macero, Eumir Deodato e Roy Cicala do estúdio Record Plant.
De 1986 a 1989, trabalhou com o trombonista Raul de Souza, tocando concertos por todo o Brasil.
Em 1989, acompanhou a cantora Marisa Monte, ao lado de Arto Lindsay (vocal e guitarra) e Cyro Baptista (percussão) num show realizado em Nova York, registrado no vídeo Mais. Tocou com sua banda “Rain Forest” no Monterey Jazz Festival em São Francisco e no ano seguinte, no Earth Day Concert em New York.
Em 1990, fixou residência no Rio de Janeiro até 1992. Lá, compôs o tema musical da cerimônia da abertura da “ECO 92”, também criando e produzindo vários jingles e trilhas para Coca-Cola, Texaco, Amil, Bob’s, entre outras, com o músico e produtor Phillipe Neiva dos Estúdios Mega.
Em 1993, mudou-se para a Flórida e tocou nos principais jazz clubs de Miami, como “Roses”, “Mo Jazz Cafe” e nos festivais de Júpiter e Naples na Flórida, e Riverwalk Jazz Festival em Fort Lauderdale. Também acompanhou a cantora Bebel Gilberto no show do Concurso Miss Miami.
Em março de 1995, viajou a Austin, Texas, onde gravou um videoclipe com a cantora Evelyn Thomas com a participação especial de Willie Nelson.
Em meados de 1995, passando alguns meses em São Paulo, escreveu para a Revista Guitar Player e lançou seu vídeo-aula Guitarra Jazz, Volume 1.
De volta à Flórida em 1996, formou a banda “The Florida Jazz Quintet” com o lendário saxofonista Ben Champion, mentor e professor musical de Jaco Pastorius, com a participação do tecladista Ben Collier e do baterista Danny Burger. Claudio também tocou ao lado do trompetista Arturo Sandoval no Lincoln Theater em Miami Beach, com Carlos Aberoff do grupo cubano Irakere, e no concerto de Naná Vasconcellos no Metro-Dade Cultural Center do Museu de Arte de Miami.
Em novembro de 1997, gravou em Los Angeles o CD “Amazon Moon – The Music of Mike Stoller” da famosa dupla Lieber-Stoller, que criou clássicos como “Hound Dog”, “Jailhouse Rock” e “Stand by Me”, gravados por Elvis Presley e John Lennon.
Em 1998, a pedido do ex-presidente George Bush (pai), apresentou-se na residência da família Bush em West Palm Beach, na Flórida. Nessa oportunidade, o ex-presidente levantou-se da mesa do jantar, cumprimentando-o e elogiando-o calorosamente, estendendo-lhe a mão. Os dois e o violonista Claudio Spiewak, com quem Claudio atuava em duo, mantiveram uma conversa de cerca de dez minutos sobre jazz.
Em Los Angeles, Claudio se apresentou no Art Flower Gallery, African Festival of Los Angeles- World Stage of Billy Higgins e no renomado bar de jazz "Baked Potato" com sua banda formada por Gerry Brown, Munyungo Jackson, Mark Stevens e Keith Jones, além de participar do programa “Global Village” (Rádio KPFK), para o qual tocou algumas de suas composições ao vivo e concedeu longa entrevista.
No mesmo ano, Claudio lançou seu CD "Brazilian Jazz by Claudio Celso" no O´Haras Jazz Club em Hollywood, Florida, seguido de sua apresentação no Hollywood Jazz Festival.
Concedeu entrevistas às rádios locais WTMI e WLRN a respeito de seu disco, e tocou na Livraria Cultural “Borders”, com o apoio da Rádio de Jazz Love 94, e na cidade de Fort Meiers no projeto "Jazz Alliance Series" no Margaret Morrow Frizzell Amphitheater.
Com o baterista Magrus Borges, ministrou workshops sobre música instrumental brasileira no circuito de bibliotecas públicas e museus de Miami.
Em 2003, participou do “I Congresso da Música Instrumental”, realizado no SESC Vila Mariana, em São Paulo, Brasil.
Em 2004, apresentou-se na cidade de Key West no Virgilio´s Jazz Club com cobertura pela imprensa local.
Foi responsável pela oficina musical do “Joinville Jazz Festival” de 2005.
Em 2006, lançou seu CD "Swell - a Cool Jazz Experience" em São Paulo, e em 2007, foi entrevistado no "Programa do Jô" da Rede Globo para falar de seu novo CD e de sua carreira musical nos Estados Unidos, com audiência de 4,3 milhões de telespectadores.
Em 2010, formou parceria com o músico, produtor e arranjador brasileiro Eumir Deodato, liderando a banda The Alpha Solaris Project, ao lado de Gerry Brown (bateria), Frank Colón (percussão), Pepe Aparicio (baixo), Felix Gomez (teclado) e Stuart King (trompete).
No mesmo ano, lançou seu CD "Surf Life" na Flórida e se apresentou com seu som acústico solo no projeto "Hollywood Art Walk" promovido pela Prefeitura de Hollywood, Flórida.
No ano seguinte, a convite da Revista Alma Surf, Claudio se apresentou na Mostra Cultural Alma Surf no Museu da Bienal do Ibirapuera em São Paulo, e na praia de Maresias no evento surfístico "Desafio Water Man".
Em 2012, Claudio Celso se reinventa com o projeto "PopFunkJazzFusionBrasil" com várias composições que refletem uma somatória das tendências musicais contemporâneas, usando o formato quarteto fusion com sonoridade elétrica. Vídeos deste projeto foram produzidos em estúdio, enquanto outros foram gravados ao vivo durante concertos e apresentações no SESC Santos, Bourbon Street Music Club, Studio Rock Café, no projeto Jazz Times do bar "Black Jaw" e no Teatro Guarany na cidade de Santos.
Em 2013, compõe e escreve o arranjo da "Suite Axis Mundi", uma peça especialmente desenhada para guitarra elétrica, banda Fusion e Orquestra Sinfônica, unindo a música clássica à música erudita num projeto que visa reavivar no público jovem a paixão e o interesse por instrumentos sinfônicos. A estreia da suite foi um marco das festividades do 469o. aniversário da cidade de Santos em janeiro de 2015, apresentada por Claudio Celso e seu quarteto em conjunto com a Orquestra Sinfônica Municipal de Santos, sob a regência do Maestro Luís Gustavo Petri.
Através da Lei de Incentivo à cultura, popularmente conhecida como Lei Rouanet, obteve do Ministério da Educação e Cultura financiamento para projeto  de turnê pelas principais cidades brasileiras, e a gravação de dois CDs.
De volta a Los Angeles no final de 2015, Claudio iniciou a pré-produção de seu EP “Alpha Solaris”, composto de uma série de composições que contam musicalmente a história fantástica de um astronauta numa jornada solitária em busca de um novo planeta para a humanidade. Posteriormente, foi gravado em 2018 no CDAudio Studios, em São Paulo, onde Claudio Celso teve o privilégio de contar com o saudoso baixista Arthur Maia participando da gravação. 
Durante 2019 e 2020, Claudio lança os álbuns "Alpha Solaris", "Axis Mundi", "Simetria", "A Brazilian Cool Jazz Experience" (remake de seu álbum anterior "Swell") e três álbuns de violão: "Agreste, "Quilombo" e "Arraial" (Boom Boom Records) baseados no som da pura música folclórica brasileira de raiz.
De volta ao Brasil em 2021, Claudio compõe um conjunto de 22 novas peças musicais originais. Ele as chama de "o resultado de uma vida inteira na música", abrangendo todas as influências, incluindo sambas "up tempo" revestidos de elaboradas mudanças de acordes (modulações), baião e influências do jazz moderno. Este novo repertório é executado em formato de trio composto por violão, baixo elétrico/acústico e bateria/percussão.

## Discografia
Seus CDS e participações incluem:
- (2020) Axis Mundi - A Suite for Guitar and Orchestra (Claudio Celso)–Boom Boom Rds - Album[22]
- (2019) Alpha Solaris (Claudio Celso) – Boom Boom Records - EP[22]
- (2019) Agreste (Claudio Celso) – Boom Boom Records - Single[22]
- (2019) A Cool Jazz Experience (Claudio Celso) – Boom Boom Records - EP[22]
- (2019) Arraial (Claudio Celso) – Boom Boom Records - Single[22]
- (2019) Simetria (Claudio Celso) – Boom Boom Records - Single[22]
- (2019) Quilombo (Claudio Celso) – Boom Boom Records - EP[22]
- (2013) Turno di Notte (Francesco Lattanzi) - participação – DC Records/Itália – CD
- (2010) The Music of Claudio Celso (Claudio Celso) - Reverbnation - CD
- (2010) Surf Life (Claudio Celso) – CDBaby - CD
- (2009) Sambatuque (Salaberry)  - Tum Tum Home Music - CD[23]
- (2006) Swell – A Brazilian Cool Jazz Experience (Claudio Celso) - Maritaca – CD
- (2005) Vida de Artista (Paulo Freire) - Vai Ouvindo - CD[24]
- (1998) Amazon Moon - The Music of Mike Stoller (Guilherme Vergueiro) – participação - CD
- (1998) Padre Pio (Giacomo Piraino) – participação - Boca Raton/Florida – CD
- (1998) Brazilian Jazz by Claudio Celso (Claudio Celso) - Universal Music - CD
- (1992) Raul Seixas – O Início, o Fim e o Meio (vários artistas) – participação – Epic/Sony Music - CD
- (1991) O Inferno é Fogo (Lobão) – participação – BMG - LP
- (1991) Lucky! (Sandra de Sá) – participação - BMG- Ariola – LP
- (1990) A Girl from Ipanema (Ana France) - Yamaha Jazz - LP[25]
- (1990) Pepê (vários artistas) – participação – Fonobrás – LP
- (1989) Mais (Marisa Monte) – participação – vídeo
- (1989) Pé de Boi: Power Samba Band (Guilherme Franco) - Arcadia - LP[26]
- (1986) Vania Bastos (Vania Bastos) – participação - Bom Tempo/Copacabana – LP
- (1986) Intelligence (Intelligence) – RCA – LP
- (1984) Red on Red (Claudio Roditi) – participação - Greene St Records – LP
- (1982) The Brazilian Beat of Guanabara – participação - Baystate Records - LP
- (1981) Jewel Eyes (Frank Ferrucci) – participação – Wren Records - LP
- (1980) Elegia (Lloyd McNeill) – participação - Baobab Records Co. - LP [27]

## Composições
Suas composições foram gravadas nos discos:
LP The Brazilian Beat of Guanabara
- "Vento"[28]

LP Intelligence
- "Explode Alegria" (c/Simbas)
- "Homem do Fogo" (c/ Pedro & Albino Infantozzi, Simbas e Glauco Guerin)
- "Manhê” (c/ Simbas, Pedro & Albino Infantozzi)
- "Quero ficar na cidade” (c/ Kim Milford)
- "Rádio” (c/ David Musser)
- "Saudades de Você" (c/Simbas)
- "Sonho louco” (c/ Pedro Infantozzi e Simbas)
- "Você Está Sempre em Mim” (c/ Kim Milford e Simbas)

LP Byra Nunes
- Saudades de Você (c/Simbas)

CD Brazilian Jazz by Claudio Celso
- "Ascension"
- "Children"
- "Jungle Beat"
- "Raga"
- "Song for Anita"
- "Sus"

CD Swell - A Brazilian Cool Jazz Experience
- "Delfina"
- "Hades"
- "Liana's Waltz”
- "Presente para Deisy"
- "Song for Anita"
- "Swell"
- "Tomatoes"
- "Tudo azul em Monicaland"

CD Surf Life
- "Ascension"
- "Back in the Water"
- "Balloneh"
- "Beach Break"
- "High Tide"
- "Hope"
- "Koalytha´s Dream"
- "Panda the Fairy"
- "What a Day"

EP Alpha Solaris
- "Lifting Off"
- "Ascending"
- "Lending on Alpha Solaris"
- "Jupiter 1"

Single Agreste
- "Cangaceiro"
- "Menina Bonita"

EP A Brazilian Cool Jazz Experience
- "Hades"
- "Swell"
- "Presente para Deisy"
- "Delfina"

Single Agreste
- "Cangaceiro"
- "Menina Bonita"

Single Simetria
- "Simetria Parte A"
- "Simetria Parte B"

Single Arraial
- "Arraial Pt. A"
- "Arraial Pt. B"

EP Quilombo
- "Quilombo"
- "Xaxonico"
- "Caminho no Mato"
- "Meu Lugar

Album Axis Mundis - Suite for Guitar and Orchestra
- "Hades"
- "Sininha"
- "Beach Break"
- "Jungle Beat"
- "Leil dos Homens"
- "A Medley of Baloneh, Back in the Water & Hope"